# يوكو أليلا
يوكو أليلا (بالفنلندية: Jouko Alila)‏ هو لاعب كرة قدم فنلندي، ولد في 18 نوفمبر 1950 في موهوس ‏ في فنلندا. لعب مع Kotkan Työväen Palloilijat ‏.

## وصلات خارجية
- يوكو أليلا على موقع الاتحاد الدولي (مؤرشف)  (الإنجليزية)
- يوكو أليلا على موقع قاعدة بيانات كرة القدم.إي يو (الإنجليزية)
- يوكو أليلا على موقع ناشيونال فوتبول تيمز (الإنجليزية)
- يوكو أليلا على موقع عالم كرة القدم.نت (الإنجليزية)
- يوكو أليلا على موقع أوليمبيديا (الإنجليزية)